# Phyllis Francis
Phyllis Chanez Francis (Nueva York, 4 de mayo de 1992) es una deportista estadounidense que compite en atletismo, especialista en las carreras de relevos.
Participó en los Juegos Olímpicos de Río de Janeiro 2016, obteniendo una medalla de oro en la prueba de 4 × 400 m. Ganó tres medallas de oro en el Campeonato Mundial de Atletismo, en los años 2017 y 2019.

## Palmarés internacional
| Juegos Olímpicos   | Juegos Olímpicos        | Juegos Olímpicos | Juegos Olímpicos |
| Año                | Lugar                   | Medalla          | Prueba           |
| ------------------ | ----------------------- | ---------------- | ---------------- |
| 2016               | Río de Janeiro (Brasil) | Medalla de oro   | 4 × 400 m        |
| Campeonato Mundial |                         |                  |                  |
| Año                | Lugar                   | Medalla          | Prueba           |
| 2017               | Londres (Reino Unido)   | Medalla de oro   | 400 m            |
| 2017               | Londres (Reino Unido)   | Medalla de oro   | 4 × 400 m        |
| 2019               | Doha (Catar)            | Medalla de oro   | 4 × 400 m        |